# Dům U Žluté sochy
Dům U Žluté sochy, někdy také zvaný U Modrého sloupu nebo U hřebenu, je dům čp. 8 na Starém Městě v Praze na Malém náměstí č. 6. Stojí mezi domy U Tří lip a U Tří kominíčků. Je chráněn jako kulturní památka České republiky.
Dům je poprvé zmíněn v roce 1401, jde ale o starý gotický dům vzniklý v několika etapách (např. před koncem 14. století byl rozšířen o podloubí). Na začátku renesance, mezi lety 1531–1551, kdy byl jeho majitelem vladyka Chmel ze Semechova, byl dům zvýšen na dvě patra (zhruba do výšky dnešních tří). Další přestavba proběhla před rokem 1726 a roku 1807 dům klasicistně přestavěl Zachariáš Fiegert. V roce 1952 bylo zbouráno dvorní stavení, v roce 1956 byl dům adaptován.
Ve dvoře je nově obnovená pozdně klasicistní nádrž z roku 1834.